# Hans im Glück (Restaurantkette)

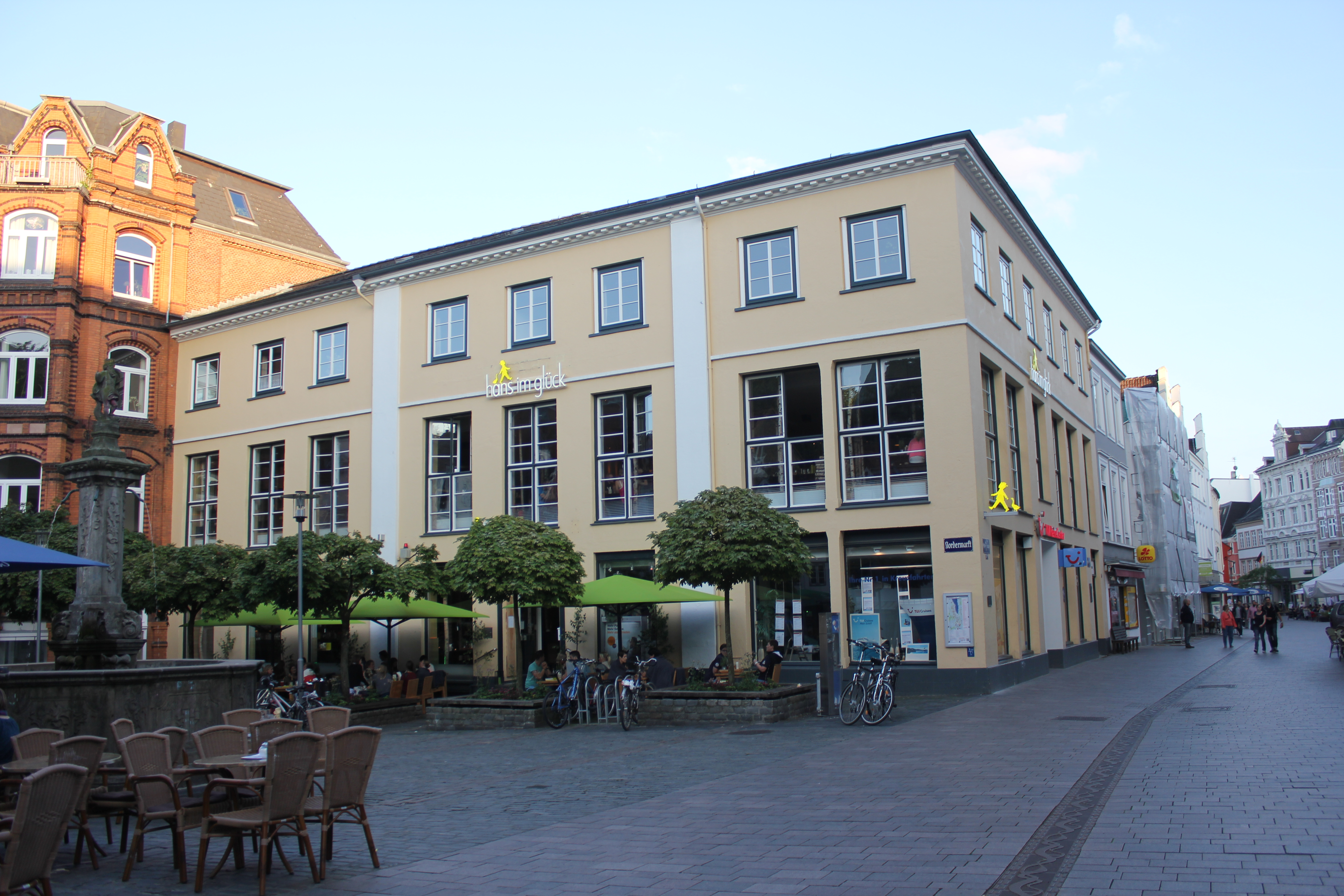
Hans im Glück in Flensburg

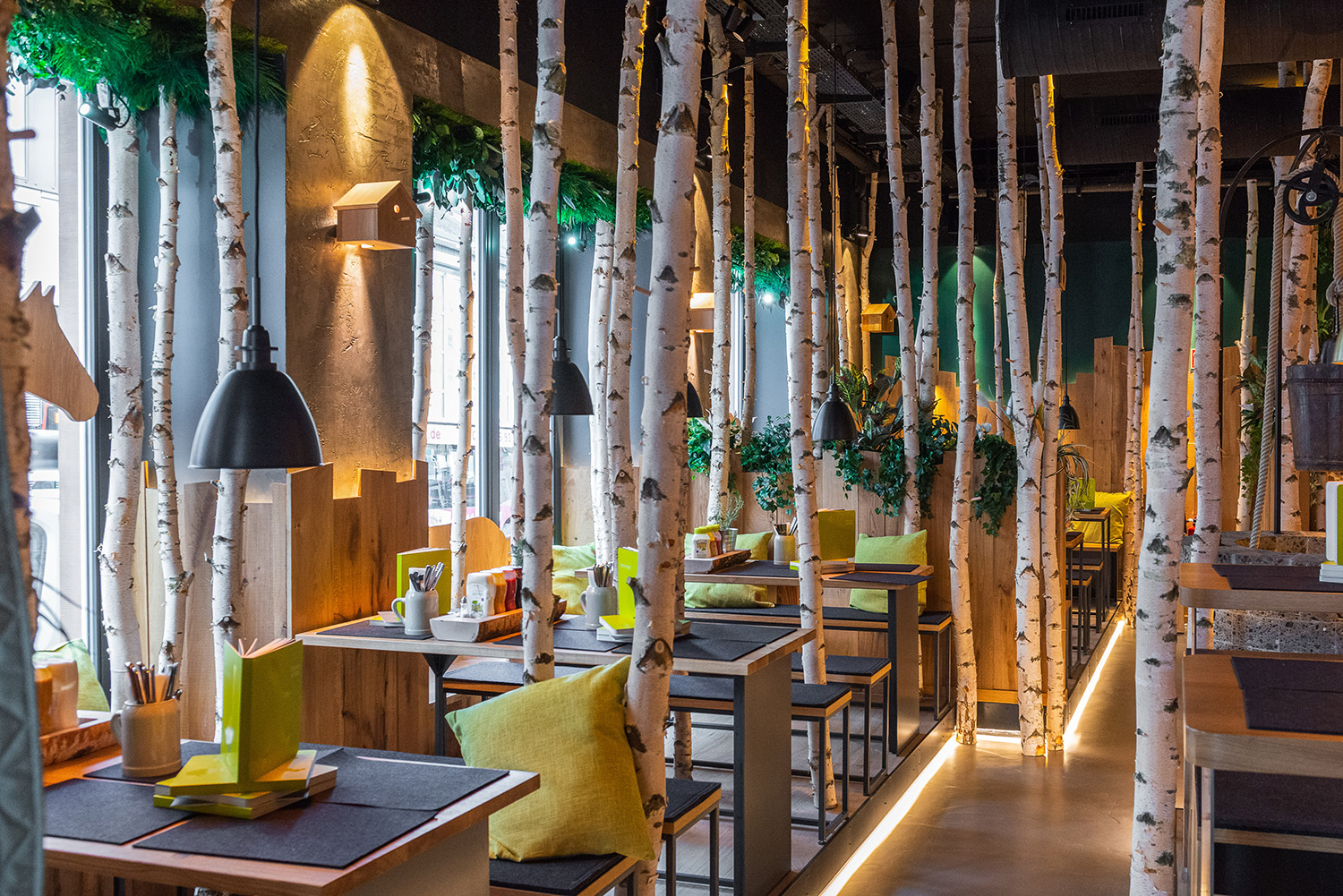
Typischer Gastraum mit Birkenstämmen (2020)

Die Hans im Glück Franchise GmbH ist ein deutsches Franchising-Unternehmen der Systemgastronomie für Burger mit Sitz in München.

## Geschichte
Gegründet wurde das Unternehmen von Thomas Hirschberger, der bereits die Cocktail-Kette Sausalitos ins Leben gerufen hatte. Er eröffnete 2010 den ersten Hans im Glück Burgergrill & Bar. Am 31. Dezember 2014 hatten das Unternehmen und seine Franchisenehmer zusammen rund 1200 Mitarbeiter und einen Nettoumsatz von ca. 43,6 Mio. Euro. Laut Systemgastronomie in Deutschland 2015, dem Jahrbuch der Fachabteilung Systemgastronomie im Deutschen Hotel- und Gaststättenverband (DEHOGA), hatte Hans im Glück mit einer Umsatzsteigerung von 29,5 Mio. Euro und 6,4 % Wachstum nach LSG und BackWerk die drittgrößte Zuwachsrate aller Betriebe der Systemgastronomie im Jahr 2014. Im Ranking der umsatzstärksten Franchiseunternehmen der Systemgastronomie belegte Hans im Glück 2014 Platz 66 (2013: Platz 132), im Ranking der Fullservice-Systemgastronomie belegte das Unternehmen 2014 Platz 7. Im Geschäftsjahr 2019 lag der Gruppennettoumsatz bei 140 Mio. Euro.
2016 kam es zum Bruch mit dem Franchise-Nehmer Paniceus, der zwölf Standorte in Niedersachsen, Schleswig-Holstein, Hamburg, Bremen, Berlin und Brandenburg betrieb. Die Filialzahl verringerte sich im April 2016 auf 31, wodurch Hans im Glück insbesondere in Norddeutschland bis zur Eröffnung neuer Filialen nicht mehr vertreten war. Nach jahrelangem Rechtsstreit um die Kündigung des Franchise-Vertrags von Paniceus durch Hans im Glück und das Dekor der Paniceus-Restaurants, die der frühere Franchise-Nehmer in „Peter Pane“ umfirmierte, einigten sich die Parteien Ende 2018 außergerichtlich.
Im Juli 2018 verkaufte Thomas Hirschberger zehn Prozent seiner Anteile zum Preis von 9,9 Millionen Euro an die GAB Beteiligungsgesellschaft. Die Familienfirma der Familie Bühler befasst sich mit Beteiligungen im Private-Equity- und Immobilienbereich sowie mit strategischer Unternehmensentwicklung. Im Januar 2020 trennte sich Thomas Hirschberger von seinen verbliebenen 90 Prozent der Anteile. GAB blieb beteiligt, als neue Gesellschafter traten u. a. die BackWerk-Gründer Dirk Schneider und Hans-Christian Limmer ein. Kurz vor dem Verkauf hatte das Handelsblatt von Turbulenzen im Unternehmen berichtet, während ein Sprecher Hirschbergers hervorhob, dass 2019 das erfolgreichste Jahr in der Unternehmensgeschichte gewesen sei. Nach Ansicht des Wirtschaftswissenschaftlers Stephan Stubner wirken Probleme aus der Gründungszeit durch grundlegende Fehler etwa bei den Franchiseverträgen nach. Das Unternehmen habe es „nicht geschafft, das immense Wachstum auch mit einer angepassten Verwaltung in den Griff zu bekommen“, mit der Folge von Intransparenz, Prozessproblemen und hohen Kosten. Zum Zeitpunkt des Verkaufs hatte die Kette 81 Filialen, von denen das Unternehmen 26 selbst betrieb, 55 betrieben Franchise-Nehmer, unter ihnen Hirschberger. Die vier Filialen in Singapur waren vom Verkauf ausgenommen und blieben bei Hirschberger.
Im Jahr 2019 bot das Unternehmen frittierte „Insektenburger“ an, die zu etwa einem Drittel aus „Buffalowürmern“ (Alphitobius diaperinus, Getreideschimmelkäfer) bestanden, außerdem aus Ei und Soja. Die Burger waren in 49 Filialen mehrere Wochen lang im Angebot.
Nachdem durch eine Recherche des Recherchenetzwerks Correctiv bekannt geworden war, dass Limmer zu einem geheimen Treffen im Landhaus Adlon in Potsdam mit Teilnehmern der Neuen Rechten, darunter auch der österreichische Identitäre Martin Sellner, am 25. November 2023 eingeladen hatte, bei dem die Deportation von Millionen migrantischer Personen als Plan formuliert wurde, bot Limmer dem Gesellschafterkreis von Hans im Glück am 10. Januar 2024 an, seine Anteile an die übrigen Mitgesellschafter zu verkaufen. Dies wurde mit sofortiger Wirkung angenommen.

## Standorte
Zur Burger-Kette gehören 98 Restaurants; im Jahr 2021 betrieb das Unternehmen 26 eigene Restaurants in Deutschland und ein eigenes Restaurant in Österreich.
Hans im Glück ist in deutschen Städten sowie in Wien und Kufstein (Österreich), Singapur und der Schweiz vertreten. Die mit 14 weitaus meisten Restaurants der Kette befinden sich in München. Ende 2017 eröffnete die Kette das 50. Restaurant auf der Orchard Road in Singapur. Im Mai 2018 folgte die Eröffnung des zweiten, im August 2018 die des dritten Standortes und im Februar 2019 die des vierten Standortes in Singapur. Anfang April 2018 eröffnete der erste Hans-im-Glück-Standort in der Schweiz, Im Jahr 2024 waren es zehn Standorte, 2025 gab es 97 Standorte, unter anderem in den Niederlanden, Schweiz und Österreich. Die Standorte in Singapur gab es nicht mehr.

## Rezeption
Gastronomieketten mit dem Schwerpunkt „Burger“ werden von der Presse vor allem als Konkurrenz gegenüber den Marktführern McDonald’s und Burger King gesehen.
Kabel eins berichtete unter Online spezial in der Rubrik „Germany’s Best Burger“ über den Hans im Glück in Essen. Capital titelte im Oktober 2015: „Burger King und McDonald’s verlieren Marktanteile und Ketten wie Hans im Glück erobern eine Stadt nach der anderen.“ Yahoo Finanzen titelte im Mai 2015: „Hans im Glück-Boom: McDonald’s neustes Ärgernis“. Der WDR berichtete am 13. April 2015 in seinem Wirtschaftsmagazin markt unter „Ernährung: Burger-Bewegung: Woher kommt der Hype?“ über Hans im Glück mit „Ein märchenhafter Aufstieg, kein Gastrobetrieb wuchs im vergangenen Jahr schneller.“ Das Hamburger Abendblatt bezeichnete das Unternehmen als „Shooting-Star der deutschen Gastro-Szene“. Der Spiegel urteilte über Hans im Glück in seinem Artikel Die Burger-Bewegung mit „Der Gastronom und Koch Thomas Hirschberger gehörte zu den Ersten, die den Edel-Burger in Deutschland zu einem Geschäftsmodell machten.“ Das Handelsblatt bezeichnete das Unternehmen in der Rubrik „Fast-Food im Wandel: Fast-Casual – die wachsende Bedrohung“ als „die vielleicht prominenteste Alternative zu Burger King und McDonald’s“. Der Bayerische Rundfunk sah in der „Fastfood-Branche den Erfolg der Edel-Burgerbrater“. Die Frankfurter Allgemeine Zeitung schrieb, Hans im Glück sei „schon lange kein Geheimtipp mehr“.

## Auszeichnungen
2015 erhielt Hans im Glück den Foodservice-Preis der dfv Mediengruppe, Herausgeberin von Food-Fachzeitschriften, für „überragende, zukunftsweisende, konzeptionelle sowie unternehmerische Leistungen“. Im selben Jahr wurde der Gründer Thomas Hirschberger mit dem Branchen-Award „Leader of the Year“ in der Kategorie „Gastronom des Jahres“ ausgezeichnet. Außerdem wurde Hans im Glück zur „Marke des Jahres 2017“ im Bereich Gastronomie und zum „Service Champion 2017“-Gewinner in der Branchensparte „Burger-Restaurants“ gewählt. Die beiden Preise beruhen auf dem Ergebnis von Konsumentenbefragungen. Im Juni 2020 erhielt die Kette von PETA den „Vegan Food Award 2020“ in der Kategorie „Vegan-freundlichste Systemgastronomie“.

## Rechtsstreit um das Ausstattungskonzept
Eine Designerin verklagte die Burger-Kette 2015 auf eine Entschädigung, weil das von ihr entwickelte „Baumkonzept“ für die erste Filiale auch für die weiteren Standorte genutzt wurde. Das Landgericht München I wies die Klage ab, weil das Unternehmen das Design – die Restaurants sind mit Birkenstämmen dekoriert und mit dunklen Möbeln ausgestattet – ausreichend verändert habe. Das als nächsthöhere Instanz angerufene Oberlandesgericht mochte dieser Rechtsauffassung nicht folgen und stellte eine Urheberrechtsverletzung fest. Die Klägerin habe voraussichtlich das Recht, darauf zu bestehen, dass alle anderen Filialen ummöbliert werden müssten. Zusätzlich regte das Gericht einen Vergleich in sechsstelliger Höhe an. Nachdem das Unternehmen zuerst 70.000 Euro angeboten und im Gegenzug die Klägerin 160.000 Euro gefordert hatte, konnte eine Einigung bei 120.000 Euro erzielt werden, mit der das erdachte Konzept auch für alle künftig zu eröffnenden Filialen genutzt werden darf.